# Министерство культуры и охраны историко-культурного наследия Республики Абхазия
Министерство культуры Республики Абхазия (абх. Аҧсны Аҳәынҭқарра Акультура аминистрра) — центральный орган государственного управления Республики Абхазия, осуществляющим функции по выработке и реализации государственной политики в сфере культуры, искусства, историко- культурного наследия и кинематографии.
Министерство осуществляет сохранение музейных предметов и коллекций, способствует развитию кинематографии, театрального, музыкального, хореографического, изобразительного, декоративно-прикладного, эстрадного искусства и культурно-просветительской работы в Республике Абхазия.

## История
15 октября 2014 года, в связи с указом президента Рауля Хаджимба, министерство культуры было переименовано в Министерство культуры и охраны историко-культурного наследия.

## Руководство
| №                  | В должности                       | Министр                          | Годы жизни | Примечания                    |
| ------------------ | --------------------------------- | -------------------------------- | ---------- | ----------------------------- |
| Абхазская АССР     |                                   |                                  |            |                               |
| 1                  | 1954—1967                         | Кварчелия Владимир Джгунатович   | 1919—1985  |                               |
| 2                  | 1967—1971                         | Киут Николай Басиатович          | 1910—1986  |                               |
| 3                  | 1971—1980                         | Аргун Алексей Хутович            | 1937—2008  |                               |
| 4                  | 1986—1992                         | Ашуба Нугзар Нуриевич            | 1952—      |                               |
| Республика Абхазия |                                   |                                  |            |                               |
| 5                  | 1992—1993                         | Чанба Нодар Викторович           | 1955—      |                               |
| 6                  | 1993—1995                         | Пилиа Нодар Иванович             |            |                               |
| 7                  | 1995—1999                         | Хагба Кесоу Золотинскович        | 1950—      |                               |
| 8                  | 1999—2001                         | Зантария Владимир Константинович | 1953—      |                               |
| 9                  | 2001—2004                         | Еник Леонид Шамелович            | 1960—      |                               |
| 10                 | 10 марта 2005 — 13 октября 2011   | Логуа Нугзар Чичикоевич          | 1956—      |                               |
| 11                 | 13 октября 2011 — 15 октября 2014 | Гунба Бадра Зурабович            | 1981—      | Указ президента от 13.10.2011 |
| 12                 | 15 октября 2014 — 5 июня 2020     | Арсалия Эльвира Анатольевна      | 1978—      | Указ президента № 243         |
| 13                 | 5 июня 2020 — 11 февраля 2022     | Агрба Гудиса Эдуардович          | 1984—      |                               |
| и. о.              | 11 февраля 2022 — 6 апреля 2022   | Смыр Динара Гудиевна             | 1957—      | [ 4 ]                         |
| 14                 | 6 апреля 2022 — 30 октября 2023   | Кове Даур Вадимович              | 1979—      |                               |
| и. о.              | 30 октября 2023 — 18 апреля 2025  | Смыр Динара Гудиевна             | 1957—      | [ 5 ]                         |
| 15                 | с 18 апреля 2025                  | Кове Даур Вадимович              | 1979—      |                               |